# Mijail Subbotin
Mijail Subbotin (rus: Михаил Фёдорович Субботин)  (Ostrołęka, 29 de juny de 1893 - Sant Petersburg, 26 de desembre de 1966) va ser un astrònom i matemàtic soviètic.

## Vida i Obra
Subbotin va néixer a la província del Vístula quan encara formava part de l'Imperi Rus; el seu pare era un oficial de l'exèrcit imperial. El 1910 va ingressar en la universitat Imperial de Varsòvia, en la qual es va graduar el 1914. Va començar a donar classes a la universitat de Varsòvia i a treballar en el seu observatori astronòmic, però el 1915, degut a la Primera Guerra Mundial, tot el personal universitari va ser traslladat a Rostov del Don i ell va ser destinat al Institut Politècnic del Don a la vila de Novotxerkassk (a uns 50 km. de Rostov). De 1922 a 1930 va ser destinat a l'observatori de Taixkent (Uzbekistan) on també va ser professor d'astronomia de la universitat del Turquestan.
El 1930 va ser nomenat professor de la universitat de Sant Petersburg (en aquella época, Leningrad) i l'any següent, va ser, a més, cap del departament teòric de l'observatori de Pulkovo. També va estar treballant per l'Escola Superior d'Enginyers de Ferrocarrils. En ser assetjada la ciutat pel nazis durant la Segona Guerra Mundial, va poder ser evacuat en un estat de salut lamentable. Després de recuperar-se a Sverdlosk (actual Iekaterinburg), va poder tornar a Leningrad on es va convertir en director de l'Institut d'Astronomia Teòrica de l'Acadèmia Soviètica de Ciències. El 1964 es va retirar, quedant-se a viure a Sant Petersburg.
Subbotin és l'autor d'un tractat fonamental de mecànica celeste en tres volums publicats entre 1933 i 1949, que es va traduir ràpidament a altres idiomes. A més a ell se li deu un mètode de resolució de les equacions diferencials del moviment dels petits cossos en el sistema solar.